# Darjan
Darjan o Darhan (en mongol: Дархан, Herrería) es la tercera mayor ciudad en Mongolia, y la capital de Darjan-Uul. Tiene una población de 74.300 (Para el censo de 2007).

## Historia
La primera piedra se colocó el 17 de octubre de 1961, y la ciudad fue construida con el apoyo económico de la extinta Unión Soviética. Como su nombre indica, la ciudad fue construida para ser un centro manufacturero para los territorios del norte de Mongolia. La ciudad sigue siendo una región industrial, y aloja al 82% de la población de su aymag. Como en la mayoría de las urbes mongolas, alrededor del 86% de la población vive en apartamentos modernos, mientras que el resto sigue habitando las tradicionales yurtas en las afueras de la ciudad. La ciudad está cerca de la frontera con Rusia, y en ella permanece una gran porcentaje de rusos étnicos.

## Transporte
Darjan es el punto de la línea del Transmongoliano del que parte la bifurcación hacia Erdenet.

## Cultura
El Monasterio Jaragiin está localizado en una casa de madera en la zona antigua de la ciudad; y ha retomado sus actividades como un monasterio budista.
Además, la ciudad acoge al Museo de Darjan-Uul. este museo, también llamado el Museo Tradicional de Arte Folclórico, contiene una colección de descubrimientos arqueológicos, ropajes tradicionales, artefactos religiosos y animales disecados.

## Ciudades hermanadas
- Dimitrovgrad - Bulgaria
- Irving, Texas - EUA
- Kaposvár - Hungría[3]
- Ulán-Udé - Rusia